# Paradise (альбом Джуди Коллинз)
Paradise — студийный альбом американской певицы Джуди Коллинз, выпущенный в июне 2010 года на лейбле Wildflower Records.

## Об альбоме
На альбоме представлены в основном кавер-версии песен других исполнителей. Единственной авторской композицией на альбоме стала песня «Kingdom Come», написанная Коллинз под влиянием событий 11 сентября 2001 года и посвящённая спасателям. На альбоме присутствуют дуэты с Джоан Баэз и Стивеном Стиллзом.

## Отзывы критиков
Рецензент сайта Classic Pop Icons заметил, что на альбоме нет ни одной плохой песни, а голос Коллинз держится гораздо лучше, чем у некоторых её современников. Клэр Эллфри в обзоре для газеты Metro назвала альбом блаженным и красивым, отметив вокал певицы и фортепианные и гитарные аранжировки. Терри Стонтон из Record Collector также дал положительную оценку альбому.

## Список композиций
| №                   | Название                                            | Автор(ы)                           | Длительность |
| ------------------- | --------------------------------------------------- | ---------------------------------- | ------------ |
| 1.                  | «Over the Rainbow»                                  | Гарольд Арлен, Йип Харбёрг         | 3:29         |
| 2.                  | «Diamonds and Rust» (дуэт с Джоан Баэз)             | Джоан Баэз                         | 3:35         |
| 3.                  | «Once I Was»                                        | Ларри Бекетт, Тим Баклер           | 3:13         |
| 4.                  | «Weight of the World»                               | Джуд Соуэлл, Эми Спис, Джон Вензер | 5:40         |
| 5.                  | «Last Thing On My Mind» (дуэт со Стивеном Стиллзом) | Том Пакстон                        | 2:58         |
| 6.                  | «Dens of Yarrow»                                    | народная                           | 4:32         |
| 7.                  | «Kingdom Come»                                      | Джуди Коллинз                      | 6:12         |
| 8.                  | «Emilio»                                            | Майкл Джонсон                      | 3:53         |
| 9.                  | «Ghost Riders In the Sky»                           | Стэнли Джонс                       | 3:54         |
| 10.                 | «Gauguin»                                           | Джимми Уэбб                        | 5:50         |
| Общая длительность: | Общая длительность:                                 | Общая длительность:                | 43:16        |

## Чарты
| Чарт (2010)                           | Высшая позиция |
| ------------------------------------- | -------------- |
| США (Billboard Americana/Folk Albums) | 11             |